# Romans Sutas och Aleksandra Beļcovas museum
Romans Sutas och Aleksandra Beļcovas museum (lettiska: Romana Sutas un Aleksandras Beļcovas muzejs) i gårdshuset på Elizabetes iela 57 i centrala Riga i Lettland är ett av fyra museer, som ingår i organisationen Lettlands nationella konstmuseum. Där ingår också huvudmuseet, Lettlands nationella konstmuseum, Konstmuseum Rigas Börs, Museet för konsthantverk och design, samt Arsenalens konsthall.
Museet tillägnas de klassicistiskt modernistiska konstnärerna Romans Suta (1896—1944) och Aleksandra Beļcova (1892—1981) och bygger på ett arv efter deras dotter, balettdansaren, konsthistorikern och tv-journalisten Tatjana Suta (1923—2004). Samlingarna i minneslägenheten omfattar omkring 4000 verk av konstnärsparet, i form av målningar, målad keramik, teckningar, akvareller, skisser för keramik, kostymer, teaterscener, möbler, husgeråd samt priser, personliga fotografier, brev, utställningskataloger och andra dokument.

## Historik
Romans Suta och Aleksandra Beļcova bodde i lägenhet nummer 26 på Elizabetes iela 57a efter 1935. De delade lägenheten periodvis med flera personer. Tatjana Suta tog över hela lägenheten 1987. Hon bodde själv i närheten och visade regelbundet sina föräldrars konstverk för intresserade. Lettlands nationella konstmuseum ärvde lägenheten och konstsamlingen 2006. Under de påföljande två åren förbereddes konstnärshemmet med sina inventarier och konstverk för en permanent utställning. Det nya museet öppnade 14 oktober 2008. 

## Bildgalleri

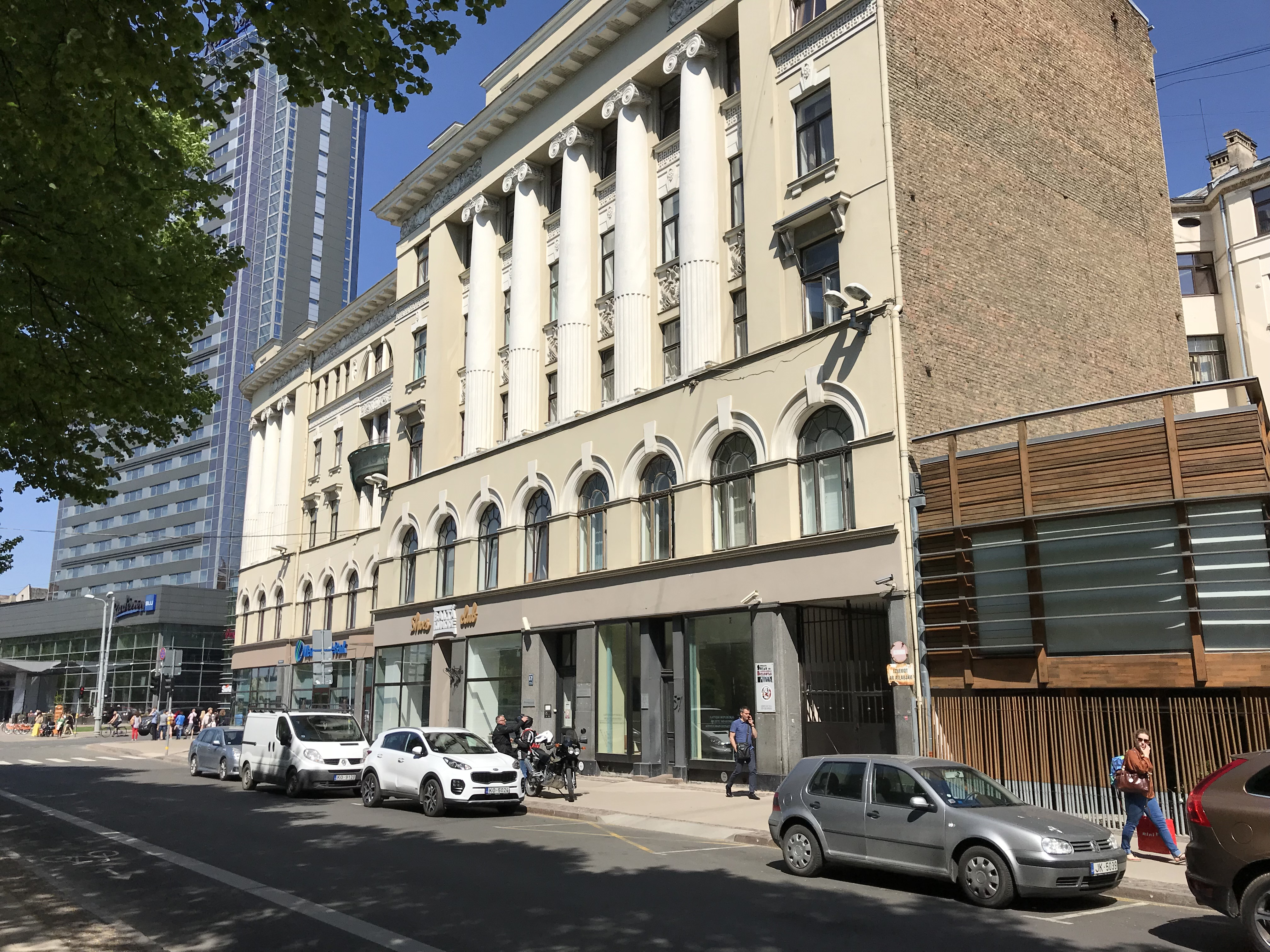
Elizabetes iela 57 i Riga, gatuhuset
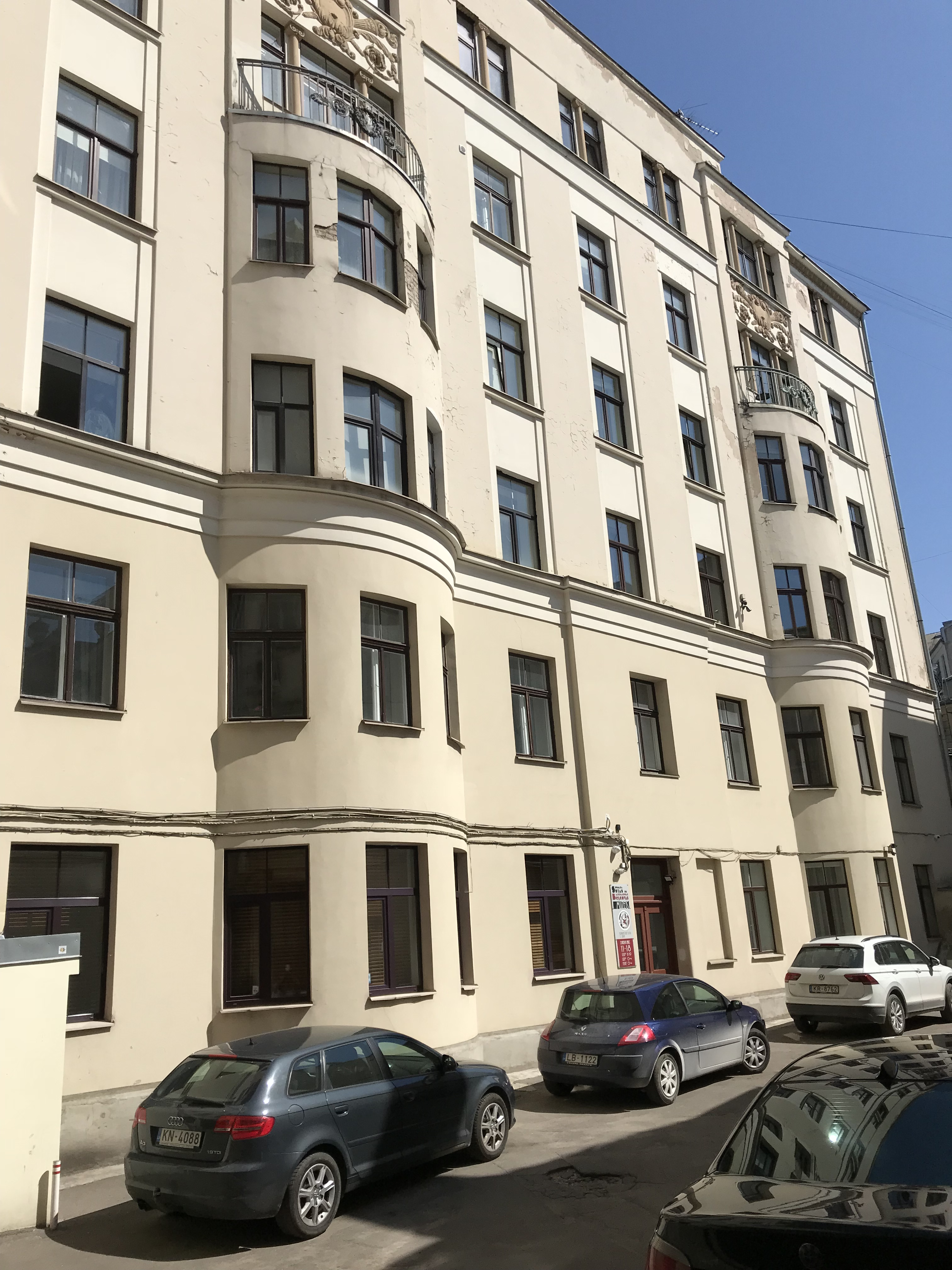
Elizabetes iela 57a i Riga, gårdshuset
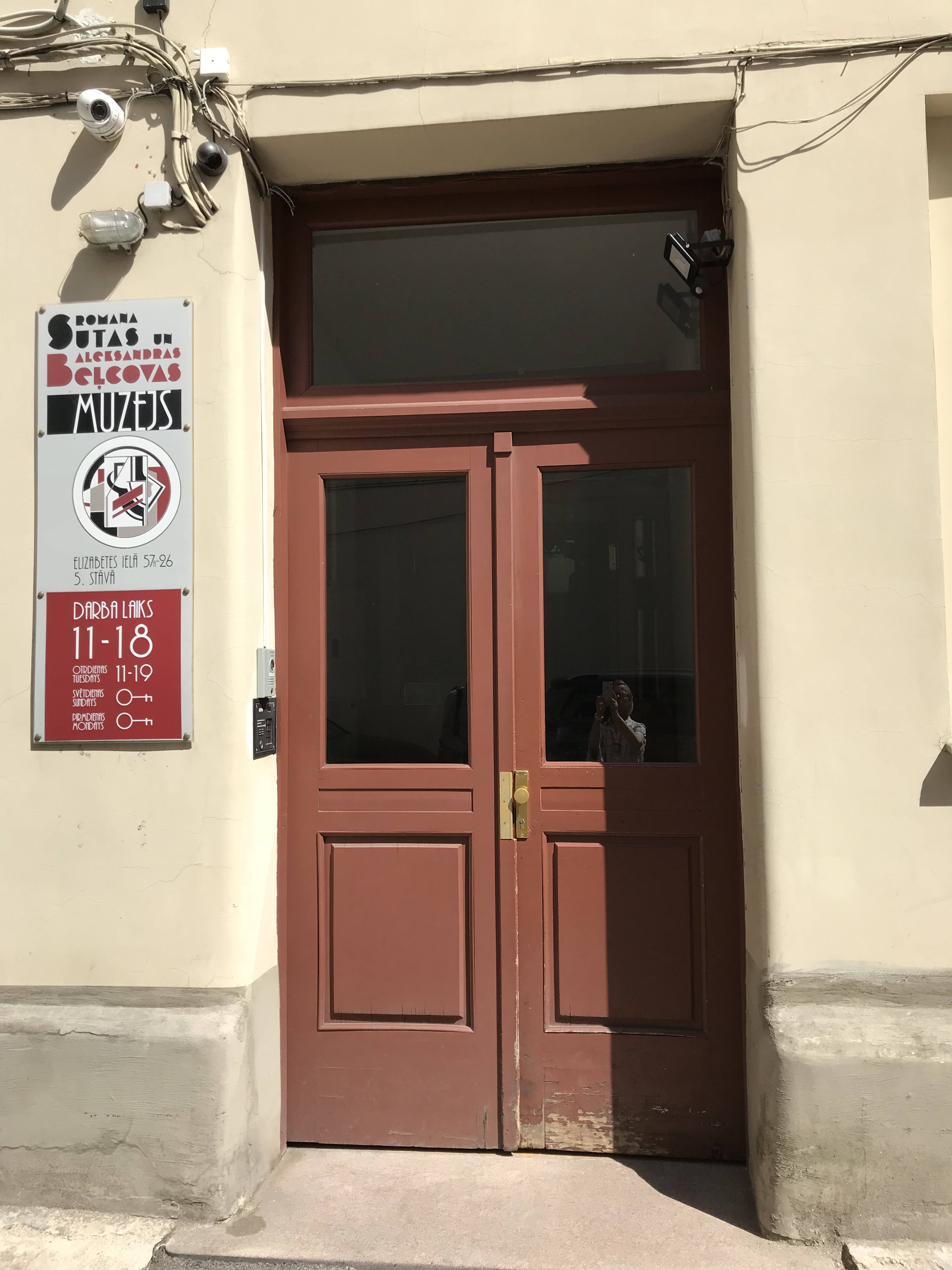
Porten till gårdshuset
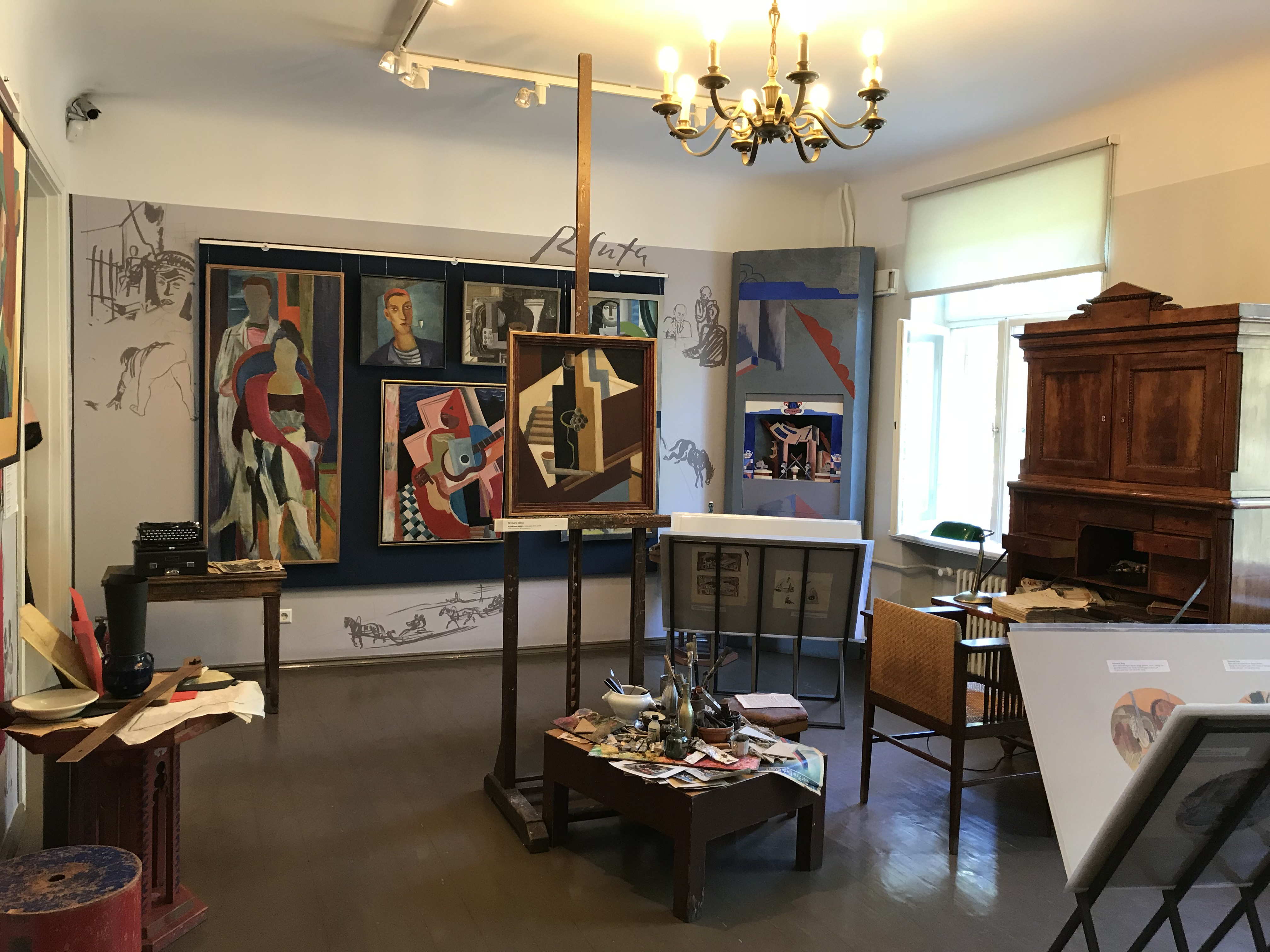
Ateljén
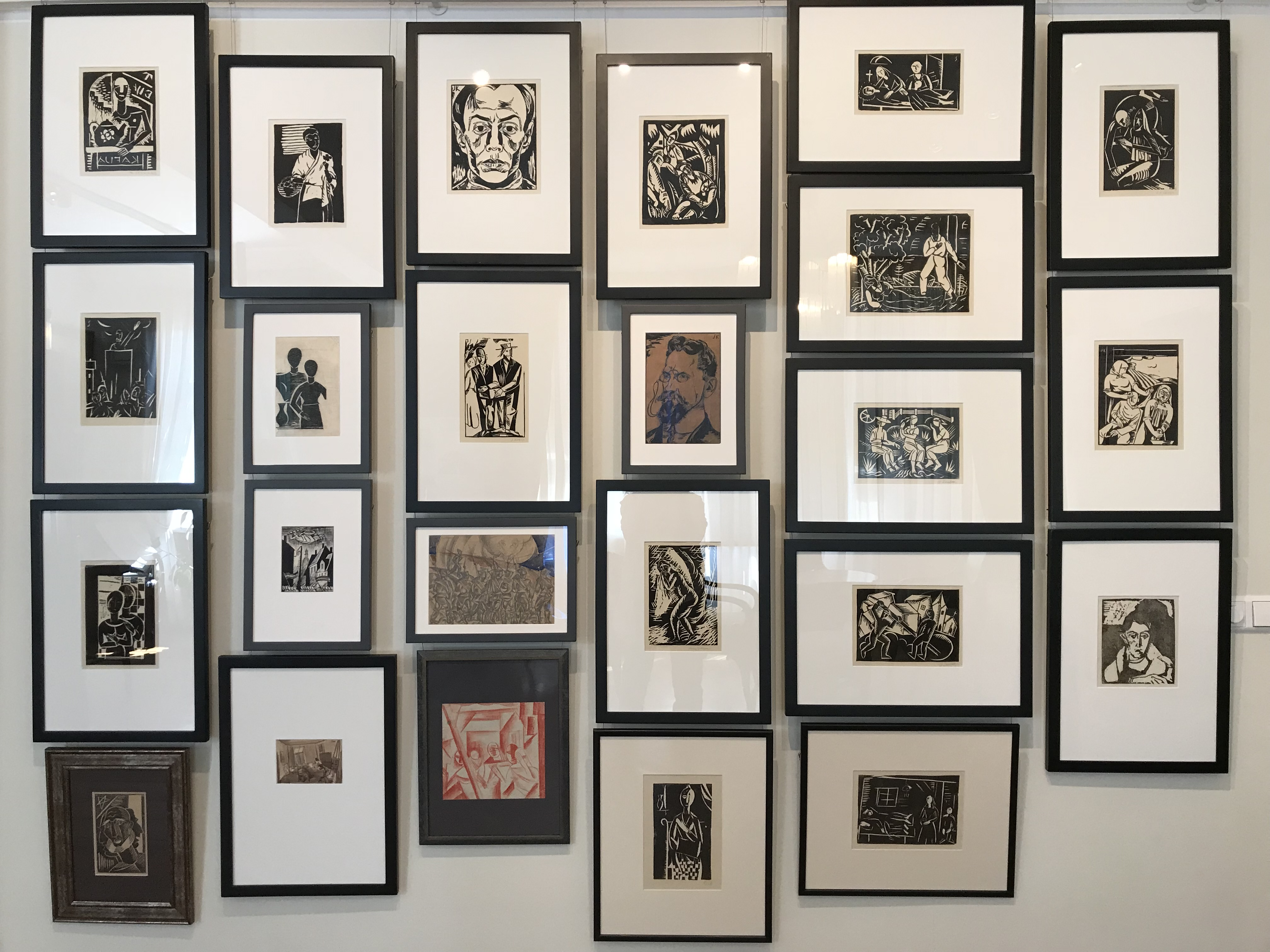
Grafik
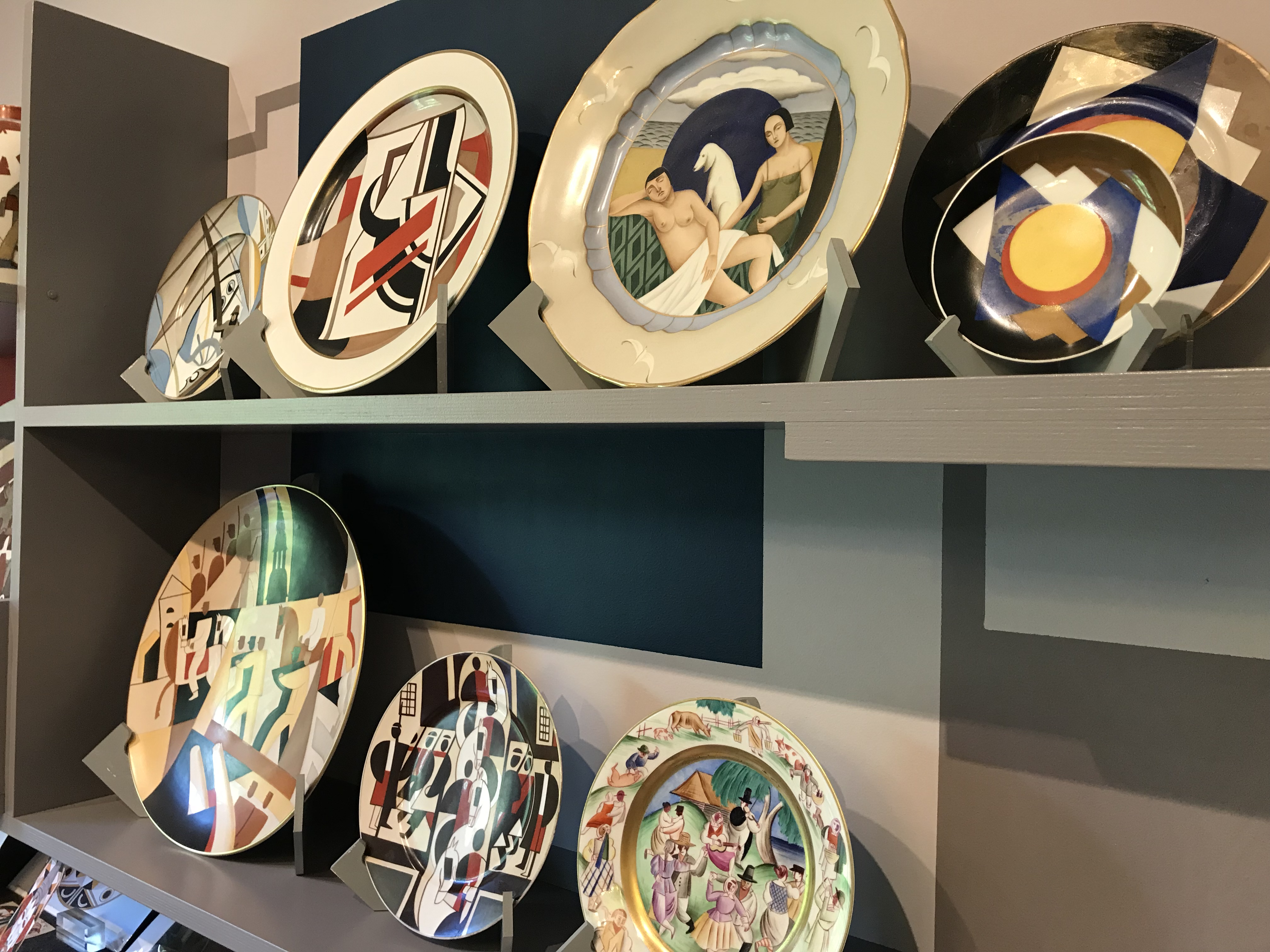
Porslin